# Топ-сайдеры

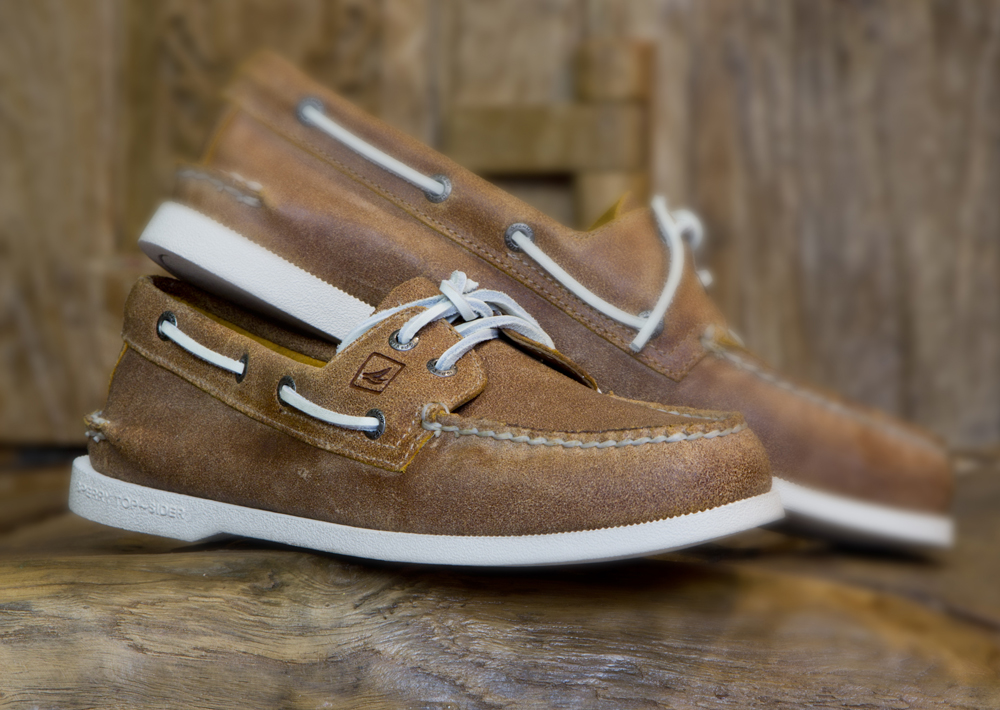
Топ-сайдеры Sperry Top-Sider A/O 2 Eye

Топ-сайдеры  (от англ. top-siders) — это модель мужской или женской обуви. Пары из текстиля или кожи изначально предназначались для ношения на палубах яхт. Именно поэтому одной из их отличительных особенностей является светлая подошва, которая не оставляет следов на белоснежных яхтах. Топ-сайдеры обычно жёсткие и негибкие, спереди шнуруются через четыре дырки и вдоль всего задника продет шнурок (причём в классических топ-сайдерах, например у фирмы Sperry, он кожаный). Этот вид обуви, как и сандалии, носится без носков, на босу ногу.
Похожая на мокасины обувь была создана компанией Sperry в 1935 году, легенда утверждает, что Пол Сперри при создании рисунка подошвы вдохновлялся лапами кокер-спаниеля, которого он увидел прогуливающимся по льду. Запатентованное рифление подошвы уменьшает скольжение по мокрой поверхности и облегчает хождение по палубе при крене судна. Компания Sebago позже добавила характерную форму обуви и прошивку канта.
Удобство - это то, за что топсайдеры полюбились яхтсменам. Отрывной точкой для топсайдеров стал крупный заказ для моряков США. Именно после него им удалось выйти на большой рынок, а уже в 1980-е годы модель очутилась на пьедестале известности и почета. После резкого взлета, спрос на них начал падать, но сегодня топсайдеры снова вырываются на большой рынок. Большая цветовая палитра, чувство комфорта и универсальность – это то, за что современная молодёжь полюбила топсайдеры.